# Julian Savea
Julian Savea (Wellington, Nova Zelanda, 7 d'agost de 1990) és un jugador de rugbi neozelandés, que juga a la posició d'ala a la selecció de rugbi de Nova Zelanda, per al club Hurricanes en el SuperRugby i per a Wellington en la ITM Cup. També ha representat a Nova Zelanda en el rugbi a 7 i a nivell sub-20. És conegut com "l'autobús".

## Carrera

### Clubs
Savea va començar la seva carrera al Rongotai College de Wellington, on estudiava. L'any 2008, fou inclòs en un combinat d'escoles secundàries de Nova Zelanda i en l'equip de formació dels Hurricanes.
Els seus primers èxits es remunten a la Copa del Món juvenil de Rugbi de 2010, on Savea feu una sensacional actuació i fitxat per l'equip de Wellington de la ITM Cup. Alguns periodistes, van anomenar com "el proper Jonah Lomu".
Va marcar el seu debut a primera línia es va fer el juliol de 2010, en un partit de pretemporada de la ITM Cup que acabaria amb un assaig seu que donaria la victòria als Wellington Lions sobre Canterbury. Va començar en l'ala dreta en 12 de 14 partits de la ITM Cup d'aquella temporada, anotant vuit assajos.
El 2011 debuta amb els Hurricanes del Super Rugby,i la sensacional actuació l'any 2012 el va catapultar a la selecció. Hurricanes fou subcampió l'any 2015.

### Internacional
L'any 2009, Savea va debutar per a l'equip de rugbi a 7 de Nova Zelanda a les Dubai Sevens series i després va seguir jugant al rugbi a set en els tornejos de Hong Kong, Adelaida, Londres i Escòcia.
El 2010, Savea fou seleccionat per a l'equip neozelandès sub-20 per jugar en la Copa del Món de Rugbi Juvenil de 2010 celebrada a l'Argentina Va jugar d'ala dreta en el torneig i va anotar 8 assajos en tres partits: quatre en un partit contra Samoa, i dos en cadascun dels altres partits, un contra Gal·les i l'altre contra Sud-àfrica. Va ser l'estrella del torneig i escollit "Jugador junior de l'Any".
El seu excel·lent moment de forma el 2012 va fer que el cridessin a la selecció absoluta de rugbi a XV per a una sèrie de tres tests contra Irlanda. El 9 de juny de 2012, Savea va anotar tres assajos en el seu debut amb els All Blacks contra Irlanda en el primer partit a Eden Park. És el primer All Black a anotar tres assajos contra Irlanda en un test match. Des del seu debut, Savea ha estat un dels més prolífics anotadors del rugbi internacional. L'any 2014, fou nominat per al premi de "Jugador de l'Any", que al final va guanyar el seu company d'equip Brodie Retallick.
Seleccionat pel seu país per a la Copa Mundial de Rugbi de 2015, en el partit contra Namíbia, que va acabar amb victòria neozelandesa 58-14, Savea va anotar dos assajos. En el partit contra Geòrgia, que va acabar amb victòria neozelandesa 10-43, Savea va aconseguir un hat trick anotant tres dels set assajos de la seva selecció. En el partit contra França de quarts de final va tornar a anotar tres assajos, amb el que va igualar a Bryan Havana i Jonah Lomu amb 8 assajos com la major anotació d'assajos en un mateix mundial. i, a més, es va convertir en el primer jugador en la història del torneig a anotar varis hattricks en una Copa Mundial de Rugbi.

## Vida personal
Savea és d'ascendència samoana. El seu germà menor, Ardie és també jugador dels Hurricanes.
A l'abril de 2013 Savea fou arrestat i acusat per un incident de violència de gènere. Savea havia aparegut prèviament en una campanya contra la violència domèstica, 'It's Not OK'.